# Гаррі Ле Танньо фон Сен-Поль
Гаррі Ле Танньо фон Сен-Поль (нім. Harry Le Tanneux von Saint Paul; 24 листопада 1914, Кенігсберг, Німецька імперія — 19 серпня 1942, Нікольське, РРФСР) — німецький офіцер, гауптман вермахту. Кавалер Німецького хреста в золоті.

## Нагороди
- Залізний хрест 2-го і 1-го класу
- Штурмовий піхотний знак в сріблі
- Німецький хрест в золоті (14 березня 1942) — як оберлейтенант і командир 3-ї роти 151-го піхотного полку 61-ї піхотної дивізії.
- Медаль «За зимову кампанію на Сході 1941/42»